# Jurij Gagarin
Jurij Alexejevič Gagarin (rusky Юрий Алексеевич Гагарин; 9. března 1934 Klušino – 27. března 1968, Novoselovo, Vladimirská oblast) byl sovětský kosmonaut, první člověk, který vzlétl do vesmíru. Ke svému kosmickému letu odstartoval 12. dubna 1961 v lodi Vostok 1 z kosmodromu Bajkonur. Skoro obletěl Zemi (chybělo cca 1200 km) a po 108 či 106 minutách přistál.
Po návratu z letu do vesmíru se stal hrdinou Sovětského svazu a oslavovanou světovou celebritou. Značnou část následujících let jeho života zabrala setkání s lidmi v Sovětském svazu i ve světě. Přes zátěž svých veřejných povinností od roku 1961 studoval na Žukovského akademii, současně stál v čele oddílu kosmonautů. K dalšímu kosmickému letu se nedostal, byl pouze náhradníkem Vladimira Komarova pro let Sojuzu 1 v dubnu 1967. V březnu 1968 dokončil studium na akademii a vrátil se k létání v letadlech, ale už 27. března 1968 při cvičném letu zahynul.

## Život

### Mládí

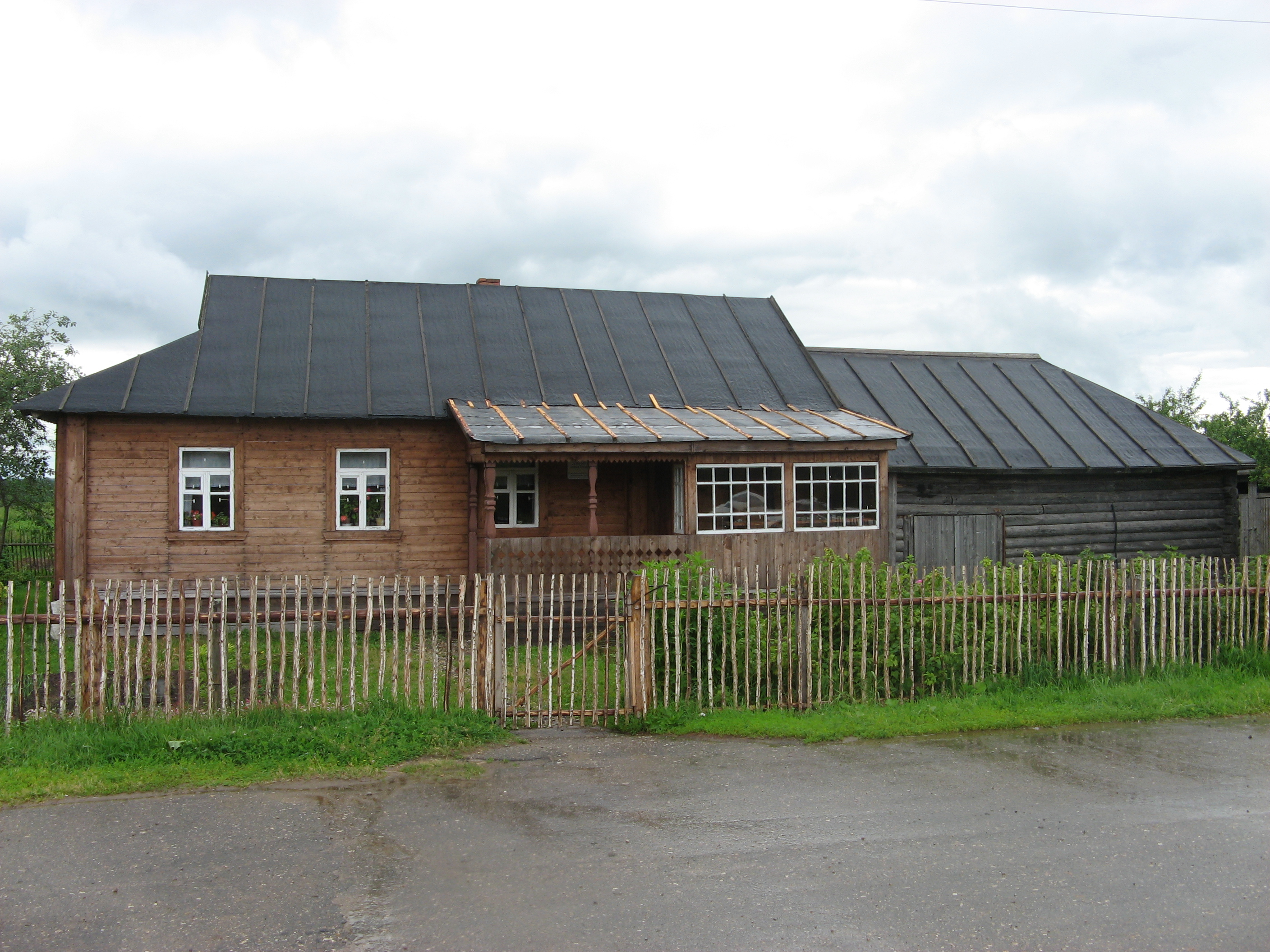
Gagarinův rodný dům v Klušinu, dnes muzeum

Gagarin pocházel z prosté venkovské rodiny, která žila ve vesnici Klušino ve Smolenské oblasti. Jeho rodiče pracovali v kolchozu. Otec, Alexej Ivanovič Gagarin, byl tesař a truhlář. Matka, Anna Timofejevna, byla dojičkou, později povýšila na vedoucí mléčné farmy kolchozu. Gagarinovi měli čtyři děti, nejstaršího Valentina, jedinou dceru Zoju, Jurije a nejmladšího Borise.
Do jejich života silně zasáhla válka. Když se v září 1941 přiblížila fronta, jednoho dne přistál na poli za vesnicí poškozený Jak-1, a tak vesnické děti poprvé v životě viděly letadlo. Malému Jurijovi pilot dovolil i sednout si do kabiny. Po příchodu Němců v říjnu 1941 byla uzavřena škola, do které začal sedmiletý Jurij Gagarin chodit teprve před několika týdny. I když nikdo z rodiny nezahynul, život na okupovaném území byl nelehký. Jejich dům zabrali němečtí vojáci a Gagarinovi si pak museli vykopat zemljanku, aby měli kde žít. Do školních lavic se Jurij mohl vrátit až po osvobození v březnu 1943. V té době byla rodina rozdělena, ustupující Němci s sebou odvlekli jeho dva starší sourozence, ale oba ze zajetí utekli a poté bojovali v Rudé armádě až do konce války. Otce zase po osvobození odvedli do Rudé armády, sloužil v nedalekém Gžatsku. Celá rodina se shledala až po skončení války v létě 1945.
V květnu 1945 se Gagarinovi přestěhovali do Gžatska. Roku 1949 Jurij Gagarin dokončil 6. třídu základní školy a rozhodl se vyučit v nějakém řemeslu. Přijali ho do učiliště při závodu zemědělských strojů v Ljubercích u Moskvy na výuku v oboru slévač. Současně ve večerní škole dělnické mládeže chodil do 7. třídy, aby měl úplné střední vzdělání. Po dokončení učiliště roku 1951 byl jako jeden z nejlepších učňů vybrán k dalšímu studiu na Saratovské průmyslové škole, kterou absolvoval s výborným prospěchem. V Ljubercích i v Saratově hodně času věnoval sportu, vynikl zejména v basketbalu, navzdory své výšce – dorostl pouze 165 cm. V Saratově se stal i kapitánem basketbalového mužstva školy, ale také hrál na trubku v kapele. Účastnil se práce fyzikálního kroužku, zde mimo jiné dostal za úkol připravit přednášku o Konstantinu Ciolkovském a jeho pracích o raketových motorech a kosmických letech. Ciolkovského myšlenky zanechaly v Gagarinovi hluboký dojem.

### Letec

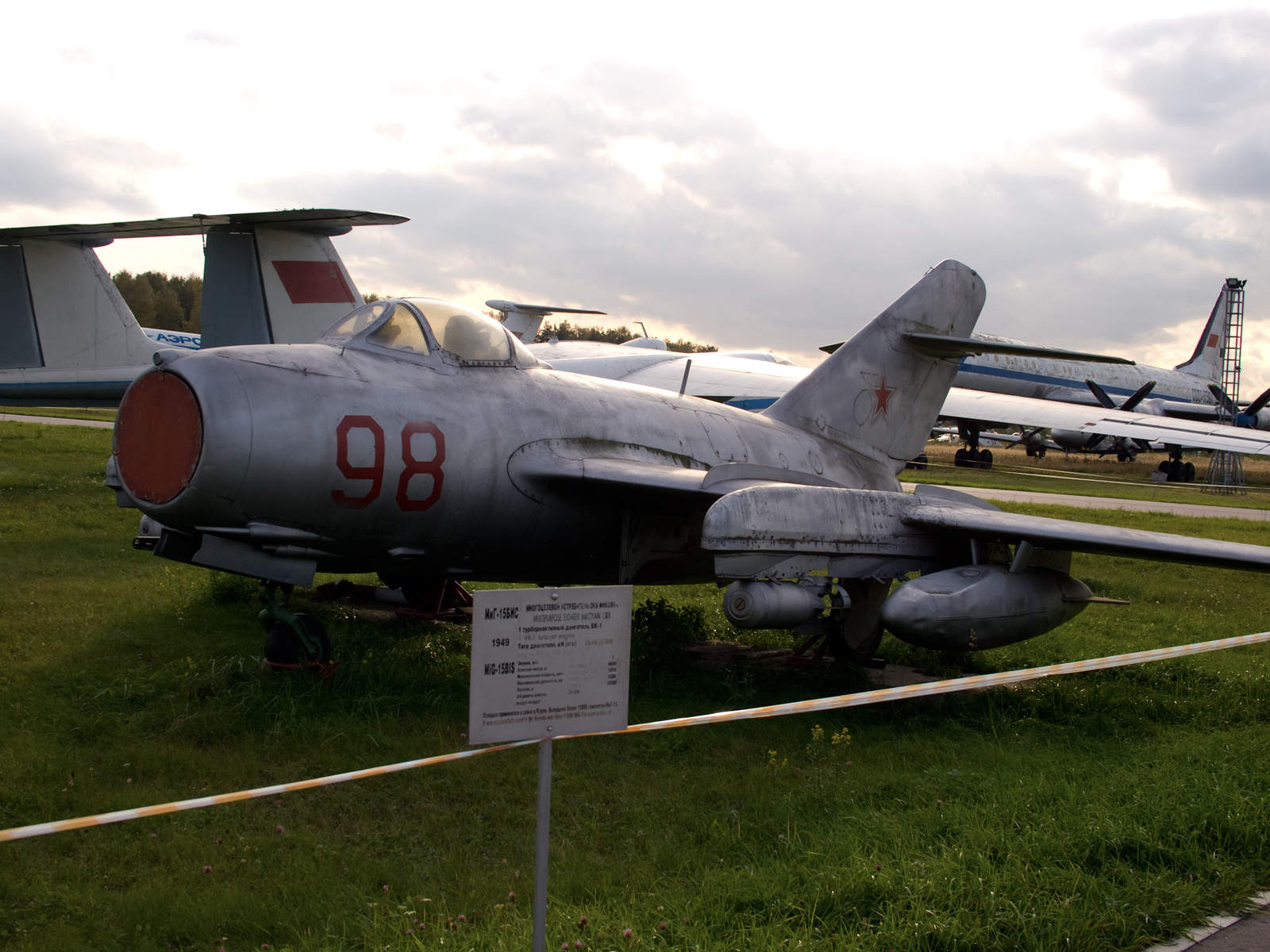
MiG-15bis v Leteckém muzeu v Moninu, typ, na kterém létal Jurij Gagarin v Luostari.

Za studií v Saratově se spolužáky snil o létání. Koncem roku 1952 se přihlásili do pilotních kursů DOSAAF, ale k létání se nedostali. Když nedaleko Saratova vznikla škola civilního letectva, zkusili štěstí i tam, ale nesplňovali podmínky pro přijetí. Uspěli až napotřetí, v říjnu 1954 je přijali v saratovském aeroklubu, od jara 1955 už Gagarin létal na Jaku-18. V létě dokončil studium a rozhodl se pro dráhu stíhacího letce. Na podzim 1955 byl přijat na vojenskou leteckou školu v Orenburgu. Studium se neobešlo bez potíží, v druhém roce měl Gagarin problémy s přistáváním s cvičným MiGu-15UTI, hrozilo mu dokonce vyloučení ze školy. Popularitu mezi spolustudenty mu nepřineslo jeho nekompromisní vyžadování disciplíny z pozice pomocníka velitele čety. Po dvou letech výuky leteckou školu ukončil s vyznamenáním.
Jako absolvent s vynikajícím prospěchem měl právo vybrat si místo služby. S přáteli se rozhodl pro život v ruské Arktidě. Sloužil u 769. stíhacího leteckého pluku 122. stíhací letecké divize (769-й истребительный авиационный полк (ИАП) 122-й истребительной авиационной дивизии) Severního loďstva na základně Luostari-Novoje u Murmanska za polárním kruhem. K pluku nováčci přijeli koncem listopadu 1957. Po důkladné teoretické přípravě a složení zkoušek ze specifik létání na severu začali od března následujícího roku létat na strojích MiG-15bis. U útvaru dosáhl náletu 265 hodin (tedy v letadlech nalétal 265 hodin, počítáno od počátků jeho letecké kariéry v aeroklubu).
V závěru studií v Orenburgu se po jedenapůlroční známosti 27. října 1957 oženil se zdravotnicí Valentinou Ivanovnou Gorjačevovou. Seznámil se s ní na tanečním večeru v letecké škole začátkem roku 1956. Za rok a půl, 17. dubna 1959, se jim narodila dcera Jelena, druhá dcera Galja se narodila 7. března 1961, pouhých pět týdnů před Gagarinovým kosmickým letem.

### Kosmonaut, výběr a výcvik
V lednu 1959 rozhodla vláda o výběru budoucích kosmonautů a 22. května téhož roku pověřila velitelství letectva najít adepty mezi řadovými piloty. Výběr prováděla speciální skupina v Institutu letecké medicíny v čele s plukovníkem zdravotní služby (полковник медицинской службы) Jevgenijem Karpovem. Konečný verdikt v závěrečných fázích náboru vynášela lékařská komise v čele s generálem Alexandrem Babijčukem. Kritéria byla: věk do 35 let, výška do 175 cm, váha do 75 kg, výborné zdraví. Vlastní výběr začal v srpnu 1959 prohlídkou lékařských záznamů 3461 letců. Z nich bylo vybráno 206 kandidátů, kteří v říjnu až prosinci 1959 procházeli prohlídkami v Ústřední nemocnici vojenského letectva v Moskvě. Ještě před povoláním k prohlídce, si pod dojmem úspěchů vesmírných letů Gagarin podal žádost o začlenění do oddílu kosmonautů, pokud se takový vytváří. Absolvoval první i druhou (v únoru 1960) vlnou prohlídek a pohovorů a dostal se mezi 20 budoucích kosmonautů.
Od března 1960 do ledna 1961 procházel spolu s dalšími kolegy náročným výcvikem v nově zorganizovaném Středisku přípravy kosmonautů (CPK), v jehož čele stanul Karpov, celkově na přípravu kosmonautů dohlížel generál Nikolaj Kamanin. Středisko bylo zprvu umístěno ve spartánských podmínkách na moskevském Frunzeho letišti, v létě 1960 přesídlilo do nově budovaného Hvězdného městečka. Během výcviku Gagarin vstoupil do komunistické strany.
| Gagarinovy výsledky při závěrečných zkouškách: - Marxismus-leninismus – výborně - Základy kosmické a letecké medicíny – započteno - Raketová a kosmická technika – výborně - Konstrukce objektu Vostok 3A – započteno - Speciální kurs astronomie – výborně - Speciální kurs geofyziky – dobře - Speciální kurs filmování – výborně Praktické kurzy: - Fyzická příprava – dobře - Výsadkářská příprava – dobře - Lety v beztíži – dobře - Maketa objektu č. 1 – započteno - Maketa objektu č. 2 – započteno |
| |

Nové středisko nedisponovalo prostředky pro výcvik všech dvaceti kandidátů, proto byla v říjnu 1960 z oddílu kosmonautů vyčleněna šestičlenná skupina určená pro první lety, procházející výukou přednostně. Program přípravy sestavili odborníci z Institutu letecké medicíny ve spolupráci s vedením střediska. Skládal se z teoretické části, zahrnující přednášky o raketách, o konstrukci kosmické lodi Vostok, o letecké a kosmické medicíně a zabezpečení životních podmínek během kosmických letů, o astronomii, geofyzice a filmování. S kosmickou lodí se kosmonauti seznámili ve výrobním závodu OKB-1 i na kosmodromu. Dále praktická část obsahovala, kromě obecné fyzické přípravy, náročné testy odolnosti – v barokomoře podstoupili simulaci pobytu ve výšce 5–6 a 14–15 km, na centrifuze zažívali přetížení do 12 G, v termokomoře vydrželi teplotu 70 °C až dvě hodiny, třásli s nimi na vibračním stole, strávili o samotě v izolační komoře 10–15 dní. Stav beztíže si vyzkoušeli při parabolických letech na cvičném MiG-15UTI, absolvovali parašutistický výcvik.
Ve dnech 17. a 18. ledna složila vybraná šestice závěrečné zkoušky, všichni získali kvalifikaci „kosmonaut“, přičemž zkušební komise doporučila kandidáty ke kosmickým letům v pořadí: Jurij Gagarin, German Titov, Grigorij Něljubov, Andrijan Nikolajev, Valerij Bykovskij a Pavel Popovič. Ze šestice kandidátů měli šanci na první let Gagarin, Titov a Něljubov. Při rovnocenné připravenosti kosmonautů nakonec byla rozhodující Gagarinova povaha, jeho srdečnost a skromnost.
Definitivně vybrala prvního kosmonauta Státní komise pod předsednictvím Konstantina Rudněva až na Bajkonuru 8. dubna 1961, Titov se stal náhradníkem. Na druhý den Kamanin s rozhodnutím komise seznámil kosmonauty. Nebylo pro ně překvapivé, protože pouze potvrdilo pořadí známé už od ledna, nicméně přesto Gagarin reagoval radostně a Titov poněkud rozmrzele. Večer 10. dubna proběhlo slavnostní zasedání komise pro kamery za přítomnosti šestice kosmonautů a mnoha dalších činitelů, celkem bylo přítomno na 70 lidí. Na něm komise formálně odsouhlasila start Vostoku a potvrdila výběr Gagarina, s Titovem v záloze.
Na druhý den, 11. dubna, s úsvitem technici vyvezli raketu na start. Dopoledne si kosmonauti poslechli poslední instrukce konstruktéra Konstantina Feoktistova, odpoledne se Gagarin setkal s vojáky a důstojníky sloužícími na kosmodromu. Noc Gagarin s Titovem strávili v dřevěném domku na základně, usnout se jim nepodařilo.

### Let do vesmíru

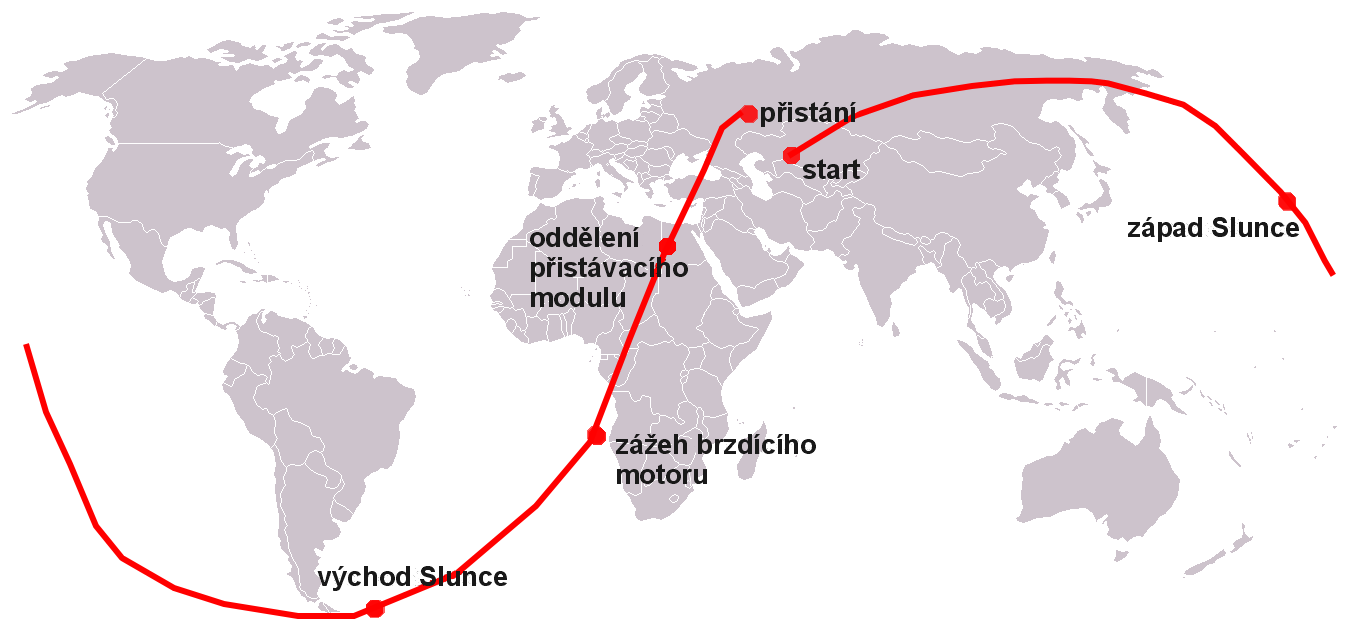
Dráha Gagarinovy lodi Vostok 1

Dne 12. dubna vstávali kosmonauti v 5 hodin, 30 minut moskevského času. Snídani z tub dostali v montážní budově, po ní následovala krátká zdravotní prohlídka. Deset minut před sedmou přijeli Gagarin a Titov, oba ve skafandrech, na startovní plošinu. Dvě hodiny před startem, v 7 hodin 10 minut, už byl Gagarin usazen na svém místě v lodi a navázal spojení s řídícím centrem. Používal přidělený volací znak Kedr (Кедр, limba nebo cedr), řídící středisko bylo Zarja (Заря, svítání či záře). Po prověření spojení a přístrojů, které trvalo 20 minut, Gagarin už jen čekal na start. Při udržování kontaktu s kosmonautem se střídali Kamanin, Koroljov a Popovič, pro ukrácení čekání mu pouštěli do sluchátek písničky.
Dne 12. dubna 1961 v 9 hodin 7 minut moskevského času (6 hodin a 7 minut světového času) odstartoval Jurij Gagarin v kosmické lodi Vostok 1 z kosmodromu Bajkonur. V době startu mu bylo 27 let.
| „                            | Поехали! – Jedeme! | “ |
| — Gagarin při zážehu motorů. |                    |   |

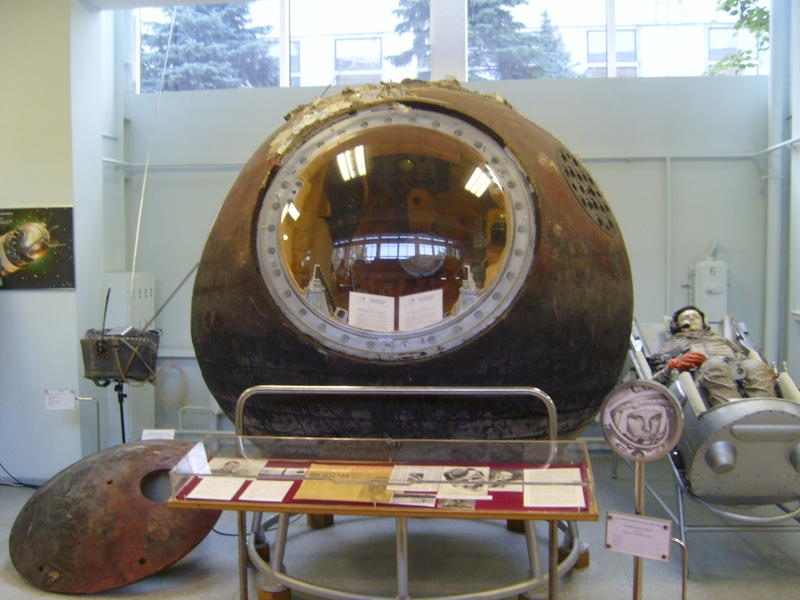
Přistávací modul lodi Vostok 1 v muzeu společnosti RKK Eněrgija v Koroljovu

Asi minutu po startu dosáhlo přetížení 3–4 G, poté se postupně snižovalo. Gagarin je snášel dobře, pouze puls mu vzrostl z klidných 64 na 150 úderů za minutu. Motor 2. stupně rakety (blok A) se vypnul později, než bylo plánováno; Vostok 1 proto nabral vyšší rychlost a místo plánovaného letu ve výšce 180–230 km nad povrchem Země se dostal na dráhu s parametry 181–327 km. Po 8 minutách 36 sekundách letu dohořel motor 3. stupně, v 11. minutě se oddělil 3. stupeň rakety, ve 14. minutě Gagarin pocítil stav beztíže. Loď letěla automaticky, kosmonaut v průběhu letu udržoval spojení s řídícím střediskem, zapisoval svá pozorování a pocity (celou dobu letu se cítil výborně), když mu uplavala tužka, diktoval na záznam. V 57. minutě loď dosáhla maximální výšky 327 km. Gagarin trochu pojedl, napil se a začal se chystat na návrat.
Sestup byl komplikovaný, v 10.25 motor Vostoku zbrzdil loď, nepracoval však plánovanou dobu a řídící systém lodi proto neoddělil přístrojový úsek od kabiny. Loď navíc začala rotovat, což Gagarin oznámil na Zem, nikdo mu však nemohl pomoci ani radou. Po 10 minutách automatika přístrojový úsek konečně odstřelila, loď se stočila potřebným směrem a rotace ustala. Pak sestup probíhal normálně, teplota ochranného štítu dosáhla 2000 °C a přetížení 10 G. Ve výšce 7 km se odstřelil poklop průlezu, pilot byl katapultován a přistál na padáku vedle kabiny, v 10.55 nebo, podle jiných údajů, 10.53 moskevského času, mezitím v 10.48 dopadla na zem loď. V důsledku výše zmíněných odchylek v práci motorů loď nedoletěla do plánované přistávací oblasti jižně od Kujbyševa, ale přistála u vesnice Smelovka ležící nedaleko města Engels v Saratovské oblasti. Protože místo přistání leží na západ od kosmodromu Bajkonur, kde Vostok 1 vzlétl do vesmíru, neuskutečnil Gagarin kompletní oblet Země. Jeho kosmický let trval 108 (nebo 106) minut, a byl to nejen první, ale (ještě ke konci roku 2011) i nejkratší orbitální kosmický let.
| „                          | Když jsem v kosmické lodi obletěl Zemi, viděl jsem, jak je naše planeta krásná. Lidé, chraňme a rozmnožujme tuto krásu, ale neničme ji! | “ |
| — Gagarinova slova po letu | |   |

### Po letu

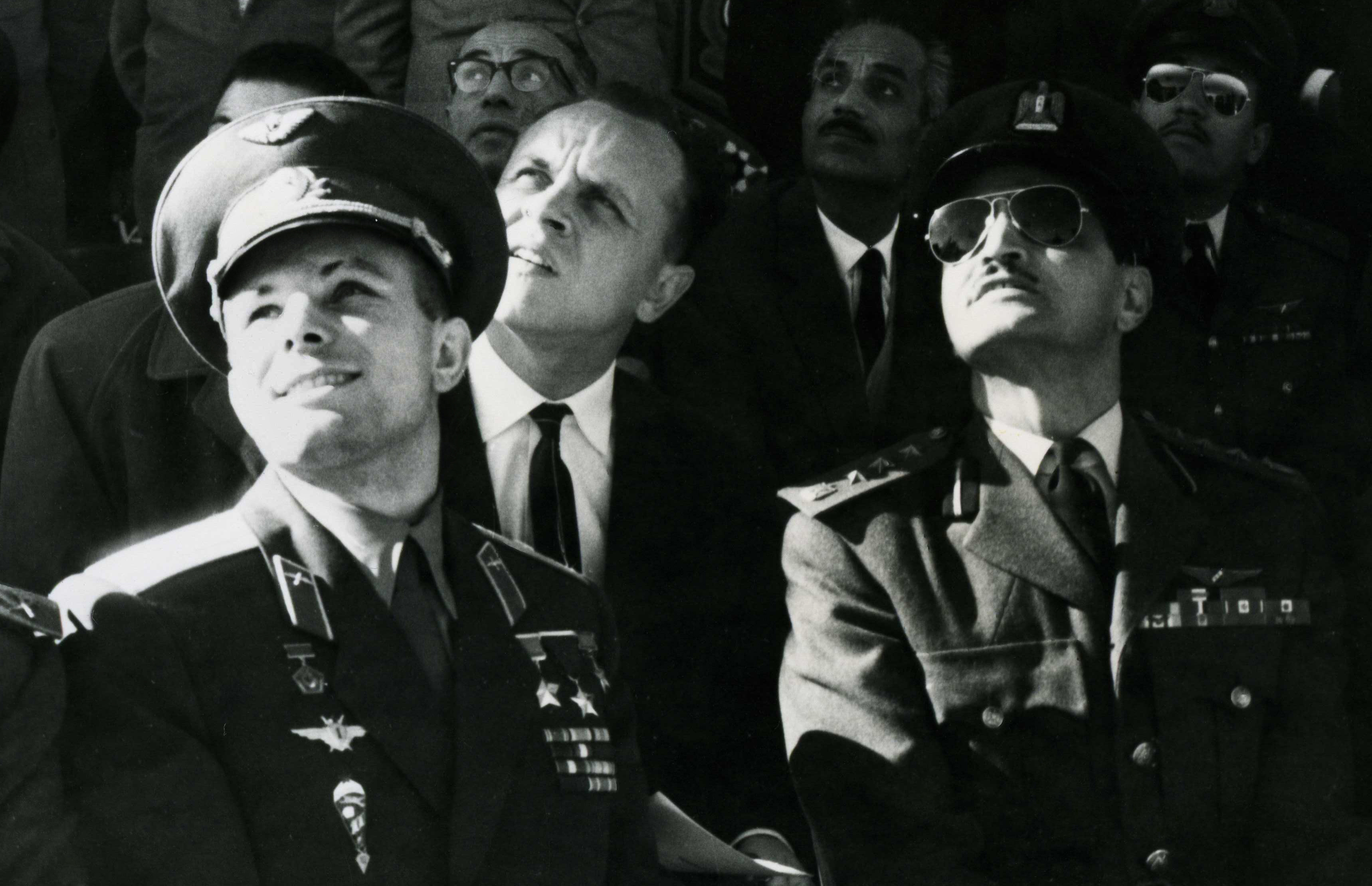
Jurij Gagarin (vlevo) pozoruje vojenskou přehlídku v Egyptě v roce 1962

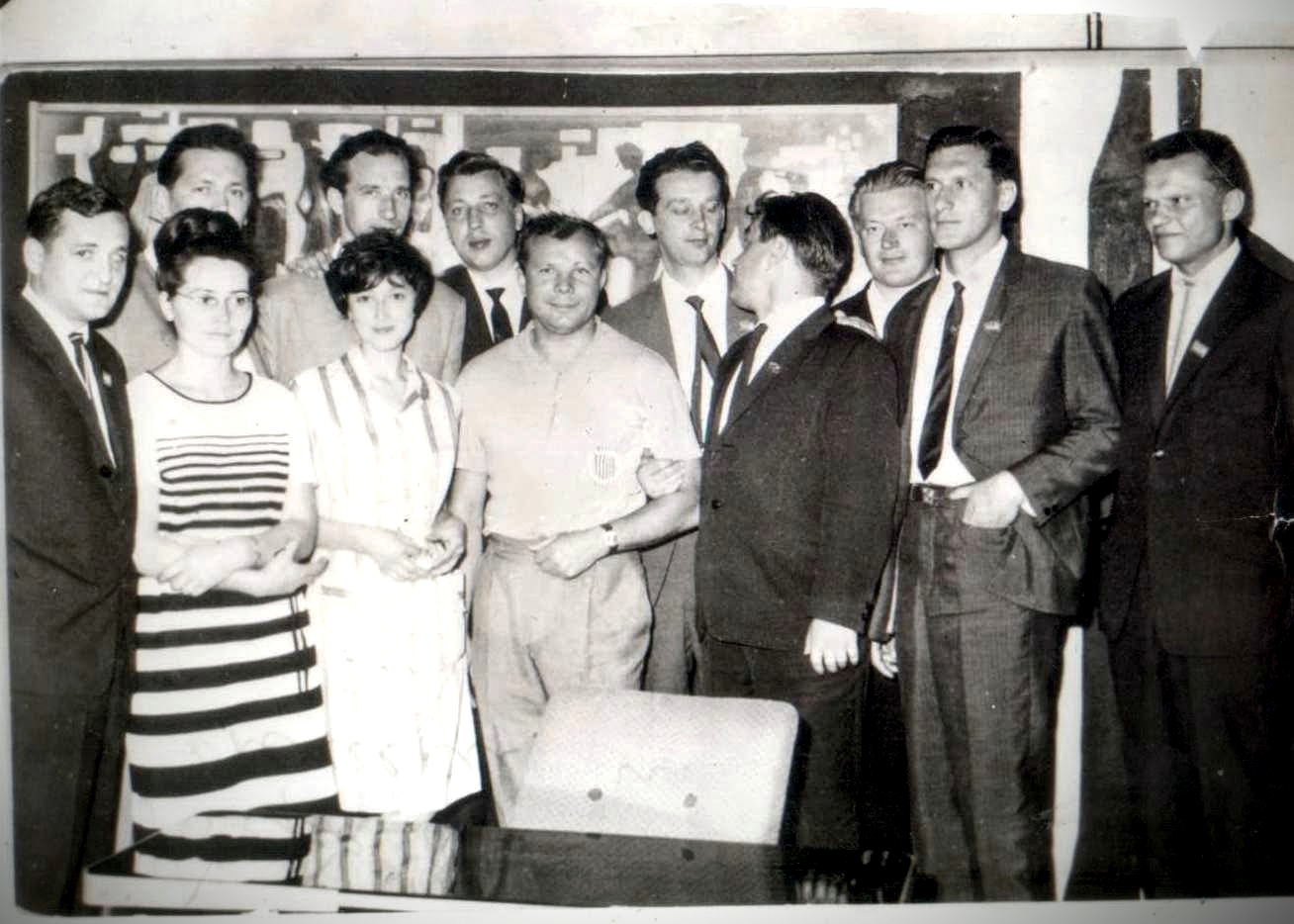
Gagarin při své návštěvě ČSSR

Po úspěšném kosmickém letu SSSR požádal Mezinárodní leteckou federaci o uznání leteckých rekordů, délky letu 40 868,6 km, maximální rychlosti letu 28 260 km/hod a výšky letu 327 km. Protože regule uznání rekordu vyžadovaly přistání pilota na Zemi v jeho stroji, zatajili Sověti katapultáž pilota a přistání na padáku. I Gagarin byl donucen nadřízenými orgány lhát na první tiskové konferenci ve velkém sále Domu vědců a vynechat tuto informaci ve své knize Cesta do kosmu. FAI rekordy v květnu 1961 oficiálně zaregistrovala.
Uskutečnění prvního kosmického letu člověka Sovětským svazem vyvolalo překvapení nemenší než při prvním kosmickém letu vůbec, také sovětském Sputniku 1. Prezident Spojených států amerických John Fitzgerald Kennedy reagoval 25. května 1961 vyhlášením nového ambiciózního cíle amerického kosmického programu – letu člověka na Měsíc do konce desetiletí.
Z neznámého vojenského letce se během hodiny stal nejpopulárnější člověk planety. Sovětská vláda toho samozřejmě náležitě využila k propagačním účelům. Jurij Gagarin byl povýšen z nadporučíka (старший лейтенант) na majora (майор), vyznamenán titulem hrdina Sovětského svazu a Leninovým řádem. 14. dubna se mu dostalo triumfálního přijetí v Moskvě a v následujících dnech a měsících po celém světě od Londýna až po Havanu, není bez zajímavosti, že Gagarinova vůbec první zahraniční cesta vedla do Prahy. Československo navštívil pak ještě roku 1966. Šarm, neustálý úsměv a přirozená inteligence mu na cestách získaly sympatie lidí a přispěly k jeho popularitě.

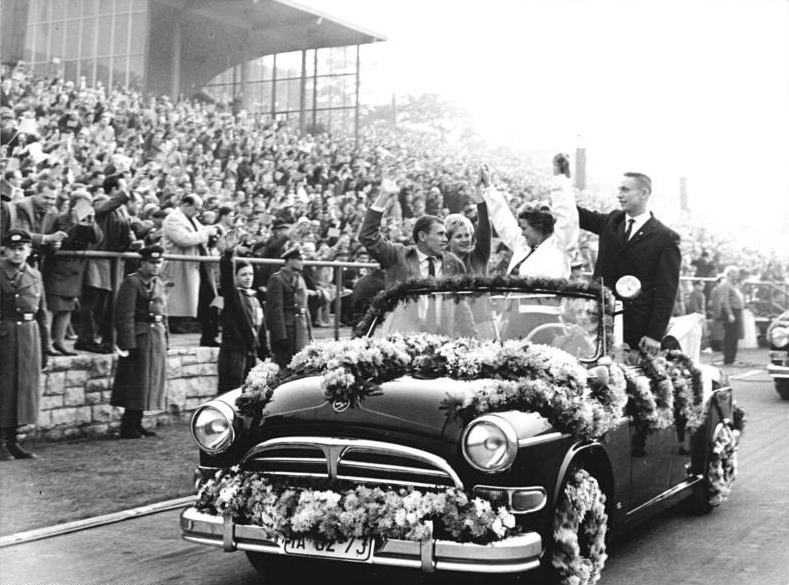
Gagarin a Valentina Těreškovová v Berlíně, 19. října 1963.

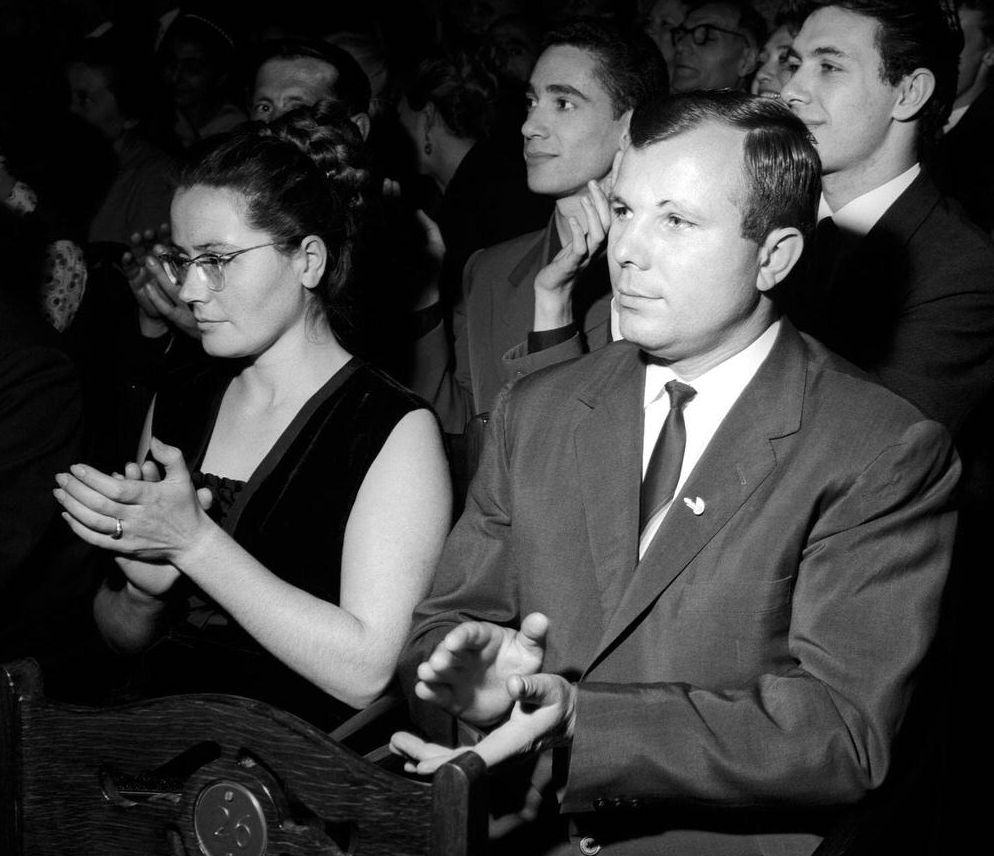
Jurij Gagarin s manželkou Valentinou na představení ve Velkém divadle v Moskvě, září 1964

Postavení celebrity ovlivnilo i Gagarinovo chování. Nekonečná řada setkání a banketů, na kterých si kdekdo chtěl se slavným hostem připít „až do dna“, nezůstaly bez následků. Gagarin přestal sportovat, přibral, a namísto létání se proháněl autem po Moskvě. Vážný incident se odehrál v září 1961 při dovolené ve Forosu na Krymu. Flirt se zdravotní sestrou skončil skokem z balkónu, rozbitou hlavou a měsíčním pobytem v nemocnici. Manželce poté zůstal věrný, ostatně ona ho pozorně střežila, ale problémy s rychlými auty a alkoholem (ve volném čase, nikdy ve službě) se táhly ještě několik let.
Jako populární osobnost byl v březnu 1962 za rodnou Smolenskou oblast zvolen do Sovětu svazu Nejvyššího sovětu, po dalších volbách v roce 1966 přešel do Sovětu národností. Současně se na 14. a 15. sjezdu Komsomolu (1962 a 1966) stal členem jeho ústředního výboru (aktivním členem Komsomolu byl už v saratovské škole). Zaujal také funkci předsedy Společnosti sovětsko-kubánského přátelství.
Přes značnou zátěž veřejných povinností zůstal Gagarin kosmonautem. Jako vedoucí oddílu kosmonautů od ledna 1963 a zástupce velitele CPK pro leteckou a kosmickou přípravu od prosince 1963 se podílel na jejich výcviku a velmi usiloval o účast na dalších kosmických letech, zvláště pak programu letu na Měsíc. V září 1965 byl zařazen do skupiny určené pro nácvik spojení kosmických lodí Sojuz jako náhradník velitele aktivní lodě Vladimira Komarova, s perspektivou opětného letu do vesmíru. Po opětném zařazení do přípravy k letu zlepšil i své chování. S obvyklou důkladností se zapojil do výcviku, vrátil se ke sportu, zhubl. Při rozdělení kosmonautů do skupin podle programů v září 1966 se dostal do skupiny připravující se na přistání na Měsíci. Po smrti Komarova při neúspěšném letu Sojuzu 1 v dubnu 1967 byl z opatrnosti odstraněn z přípravy.
Od září 1961 Gagarin společně s kolegy z oddílu studoval na Žukovského vojenské letecké inženýrské akademii v Moskvě, kde pro ně vytvořili novu specializaci pilot-inženýr-kosmonaut. Od konce roku 1965 kosmonauti pracovali na komplexní diplomové práci, ve které zkoumali možnost postavení opakovaně použitelné okřídlené kosmické lodě. Každý z nich se věnoval části problematiky, přičemž Gagarin hrál ve skupině roli „hlavního konstruktéra“, když určoval metodu využití a vybíral celkový tvar letounu. Na trenažéru zkoušel způsoby přistání uvažovaného stroje. Diplomovou práci obhájil 17. února 1968, o několik dní později, 2. března, oficiálně ukončil studium.

### Úmrtí

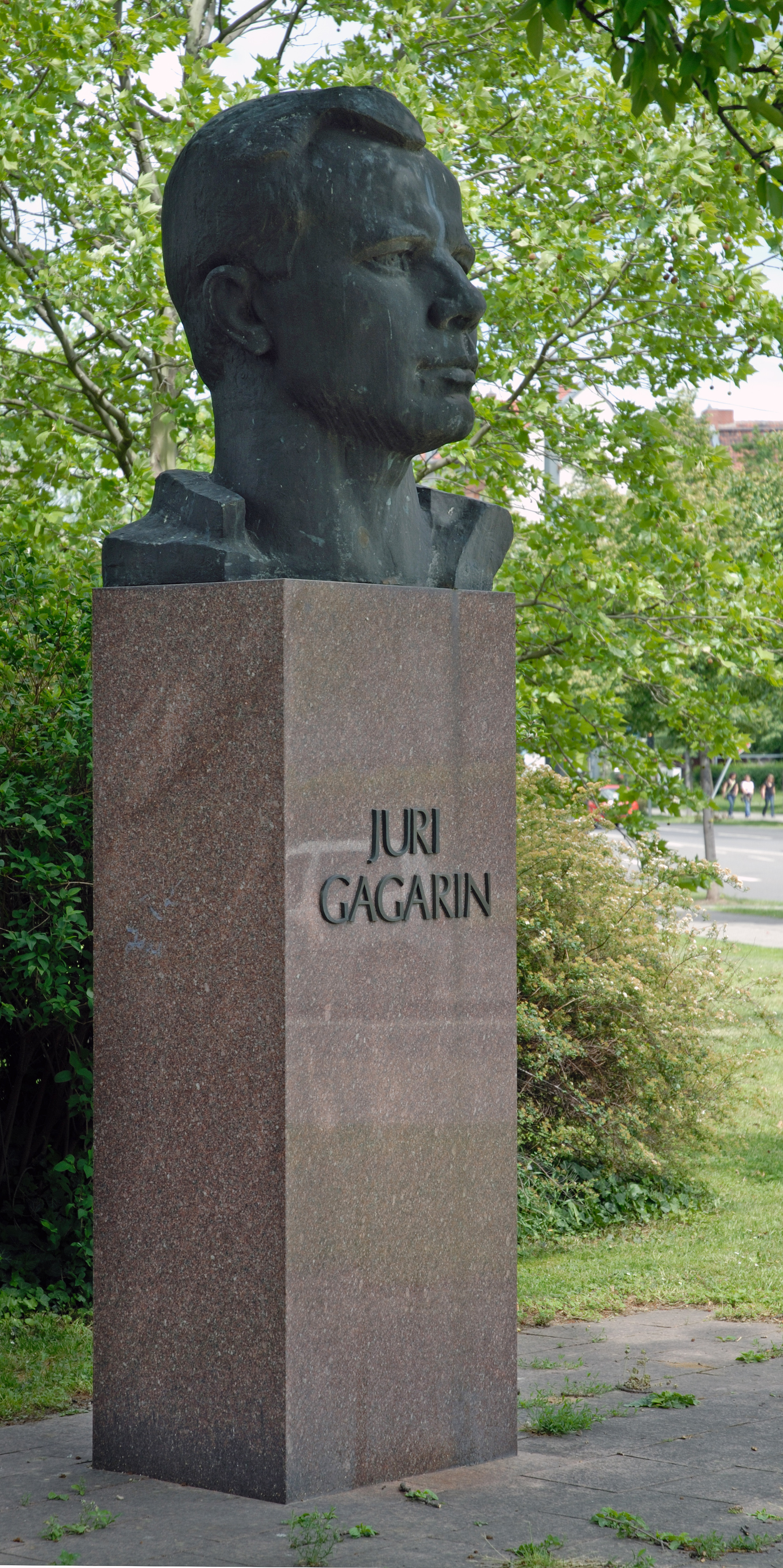
Busta v Erfurtu

Po dokončení školy se mohl po několikaměsíční přestávce (od 27. listopadu 1967) vrátit k létání. Cvičné lety opět zahájil 13. března 1968 a do 27. března provedl 18 letů o celkové délce něco přes 7 hodin. Dopoledne 27. března 1968 měl Jurij Gagarin provést poslední let s instruktorem na cvičném MiG-15UTI, vyrobeném v Aeru Vodochody. Šlo o kontrolní let techniky pilotáže před samostatnými lety na už připraveném MiGu-17, první dva měly následovat už odpoledne. Spolu se svým instruktorem, Vladimirem Serjoginem, hrdinou Sovětského svazu, tehdy velitelem pluku, při letu zahynul.
Gagarin se Serjoginem vzlétli v 10:19, v 10:26 Gagarin zahájil v určené zóně ve výšce 4200 m trénink. V 10.30 ohlásil splnění úkolu a zažádal o povolení k návratu. Řídící létání návrat bez otázek povolil, ačkoli cvičení mělo trvat nejméně 20 minut. Poté se Gagarin ani Serjogin už neozvali. Trosky letounu byly nalezeny o několik hodin později 65 km od letiště, u vesnice Novoselovo.
Okolnosti Gagarinova posledního letu šetřila vládní komise, která do poloviny července nakupila 29 svazků výpovědí a rozborů, nicméně jednoznačně určit příčinu pádu letounu se nepodařilo. Vedení komise prosadilo závěr, že pravděpodobnou příčinou neštěstí byl prudký úhyb pilota před mrakem nebo meteorologickým balónem, následovaný pádem letadla, který se nepodařilo vybrat. Proti němu však protestovali mnozí členové komise, i kosmonauti. Závěry komise byly odtajněny až v dubnu 2011. V průběhu doby, zejména po uvolnění kontroly nad tiskem v polovině 80. let, se objevilo několik více či méně pravděpodobných teorií snažících se vysvětlit neštěstí.
Člen původní vyšetřovací komise, profesor Žukovského akademie Sergej Belocerkovskij a kosmonaut Alexej Leonov publikovali roku 1987 rozbor nehody. Uvedli, že vyšetřování roku 1968 vyloučilo negativní ovlivnění posádky alkoholem nebo jinými drogami, zavrhlo i možnost atentátu nebo spiknutí. Dospělo k závěru, že všechny systémy letadla fungovaly normálně a že nebyly nalezeny žádné stopy po srážce s cizím tělesem (meteorologickým balónem, ptákem, jiným letadlem). Podle jejich názoru se během návratu na letiště letoun dostal do vývrtky. Po vylétnutí ze spodní základny oblačnosti (spodní vrstva mraků se nacházela ve výšce od 500–600 do 1500 m, horní mezi 4500 a 5500 m) se piloti pravděpodobně pokoušeli letadlo srovnat, ale kvůli malé výšce se jim to už nepodařilo. V 10.31 narazili do země rychlostí 190 m/s (684 km/h). Do vývrtky podle Belocerkovského a Leonova letadlo upadlo pod vlivem vnější příčiny. Snad se piloti snažili vyhnout hejnu ptáků, nebo mraku, který považovali za hejno či za balón, nebo vlétli do úplavu za letounem Suchoj Su-15, nebo letadlo srazil silný poryv větru objevivší se v souvislosti s přicházející studenou frontou. O tom, že v prostoru Gagarinova a Serjoginova letu byl letoun Suchoj Su-15, podal Leonov svědectví i v roce 2013 po 45 letech od havárie.
Další skupina hypotéz se točí okolo selhání posádky. Generál Nikolaj Kuzněcov, tehdejší velitel Střediska přípravy kosmonautů, vysvětloval nehodu infarktem Serjogina. Jeho tělo se mohlo navalit na řízení a znemožnit Gagarinovi zachránit situaci. Kosmonaut Vladimir Aksjonov považuje za možnou ztrátu orientace posádky. Předpokládá, že při návratu na letiště se Serjogin rozhodl rázně snížit výšku, ale nezorientoval se v mracích, jejichž spodní okraj se navíc nalézal níže, než byli piloti před letem informováni. Je možná i Gagarinova pilotní chyba při provádění zatáčky, a následné podlehnutí iluzi, spojené se ztrátou prostorové orientace. Nezanedbatelný význam při havárii mělo i porušování bezpečnostních předpisů na letišti, vzhledem ke ztíženým povětrnostním podmínkám neměl být let vůbec povolen.
Počátkem roku 2007 tým vědců a leteckých odborníků pod vedením leteckého inženýra Igora Kuzněcova neúspěšně požádal ruskou vládu o obnovení vyšetřování. Kuzněcovův tým se domníval, že na počátku havárie stála technická závada – nedovřený vyrovnávací ventil v kokpitu letounu. Kabina tak nebyla hermeticky uzavřená a posádka se proto, v souladu s předpisy, rozhodla pro předčasný návrat a klesání do 2000 metrů. Serjogin, známý oblibou razantních manévrů, zahájil prudký sestup. Počáteční hypoxie, následovaná prudkým nárůstem tlaku v kabině a přetížením vedla podle Kuzněcova ke ztrátě schopnosti pilotů včas reagovat a vyrovnat letoun.
K teoriím bulvárního charakteru patří v Rusku populární tvrzení o nehodě pod vlivem vypité vodky. Mezi konspirační teorie patří tvrzení o smrti Gagarina a Serjogina 9. března při obletu Měsíce. V červenci 1990 maďarský spisovatel István Nemere prezentoval sérii nedoložených domněnek z různých zdrojů o Gagarinovi jako svůj výzkum. Zpochybnil jeho prvenství v kosmu a tvrdil, že byl po hádce s Leonidem Brežněvem zavřen do blázince a sprovozen ze světa.

### Pohřeb a pozůstalí
„Kosmonaut č. 1“ odpočívá spolu se svým instruktorem na čestném pohřebišti u Kremelské zdi v Moskvě mezi nejvýznamnějšími představiteli Sovětského svazu. Pohřeb se konal 30. března 1968. Den předtím, 29. března byla urna s popelem Gagarina a Serjogina vystavena v moskevském Ústředním domu Sovětské armády, s mrtvými se přišlo rozloučit na 40 tisíc lidí.
Po Gagarinově smrti vdova až do penze pracovala ve Hvězdném městečku, zůstala zde i na důchod. Roku 2011 starší dcera Jelena Jurjevna Gagarinová, historička umění, působila desátým rokem ve funkci ředitelky muzea „Moskevský Kreml“, mladší dcera Galina Jurjevna Gagarinová roku 2018 již téměř tři desetiletí přednášela na Plechanovově ruské ekonomické univerzitě.

## Publikace
- ГАГАРИН, Юрий Алексеевич. Дорога в космос. Записки летчика-космонавта СССР. Redakce Н. Каманин; literární zápis Н. Денисов, С. Борзенко. 1. vyd. Moskva: Правда, 1961. Dostupné v archivu pořízeném dne 2009-03-16.
  - GAGARIN, Jurij Alexejevič. Moje cesta do vesmíru. Překlad Věra Prokopová-Petříková. 1. vyd. Praha: Svět sovětů, 1961. 133 s.
- ГАГАРИН, Юрий Алексеевич. Вижу Землю… Документальный рассказ.. Příprava vydání Н. Каманин; redakce Ю. Докучаев. 3. vyd. Moskva: Детская литература, 1976. 64 s. Dostupné online.
- ГАГАРИН, Юрий Алексеевич; ЛЕБЕДЕВ, Владимир Иванович. Психология и космос. 1. vyd. Moskva: Молодая гвардия, 1968. 208 s. djvu.
  - GAGARIN, Jurij Alexejevič; LEBEDĚV, Vladimir Ivanovič. Cesta ke hvězdám : Psychologie a vesmír. Překlad Jaroslav Jemelka; Předmluva : Milan Codr. 1. vyd. Praha: Pragopress, 1971. 220 s.
- ГАГАРИН, Юрий Алексеевич. Есть пламя! Статьи. Речи. Письма. Интервью. 2., doplněné vyd. Moskva: Молодая Гвардия, 1971. 191 s.

## Hodnosti
- 22. února 1957 poručík (лейтенант)
- 6. listopadu 1957 nadporučík (старший лейтенант)
- 12. dubna 1961 major (майор), povýšen mimořádně o dvě hodnosti
- 12. června 1962 podplukovník (подполковник)
- 6. listopadu 1963 plukovník (полковник)

## Ocenění
Po letu Gagarin obdržel řadu řádů a titulů:
- Hrdina Sovětského svazu a Leninův řád (14. dubna 1961)
- Hrdina socialistické práce BLR a řád Georgije Dimitrova (1961)
- Hrdina socialistické práce ČSSR (1961)
- Řád Grunwaldského kříže (1961, polský)
- Řád Playa Girón (18. července 1961, kubánský)
- Řád Za zásluhy v oblasti vzduchoplavby (1961, brazilský)
- Řád Státní vlajky (1961, maďarský)
- Řád Náhrdelník Nilu (1962, egyptský)
- Řád, znak a velká stuha africké hvězdy k řádu „Světlo v temnotě“ (1962, liberijský)
- Hrdina práce Demokratické republiky Vietnam (1962)
- Řád Karla Marxe (1963, NDR)

A množství dalších medailí a vyznamenání. Gagarin byl jmenován čestným občanem řady sovětských (Kaluga, Komsomolsk na Amuru, Ljuberci, Novočerkassk, Saratov, Sevastopol, Smolensk, Sumgait, Ťumeň, Vinnica...) a zahraničních (v Československu Trenčianských Teplic) měst.

## Památka

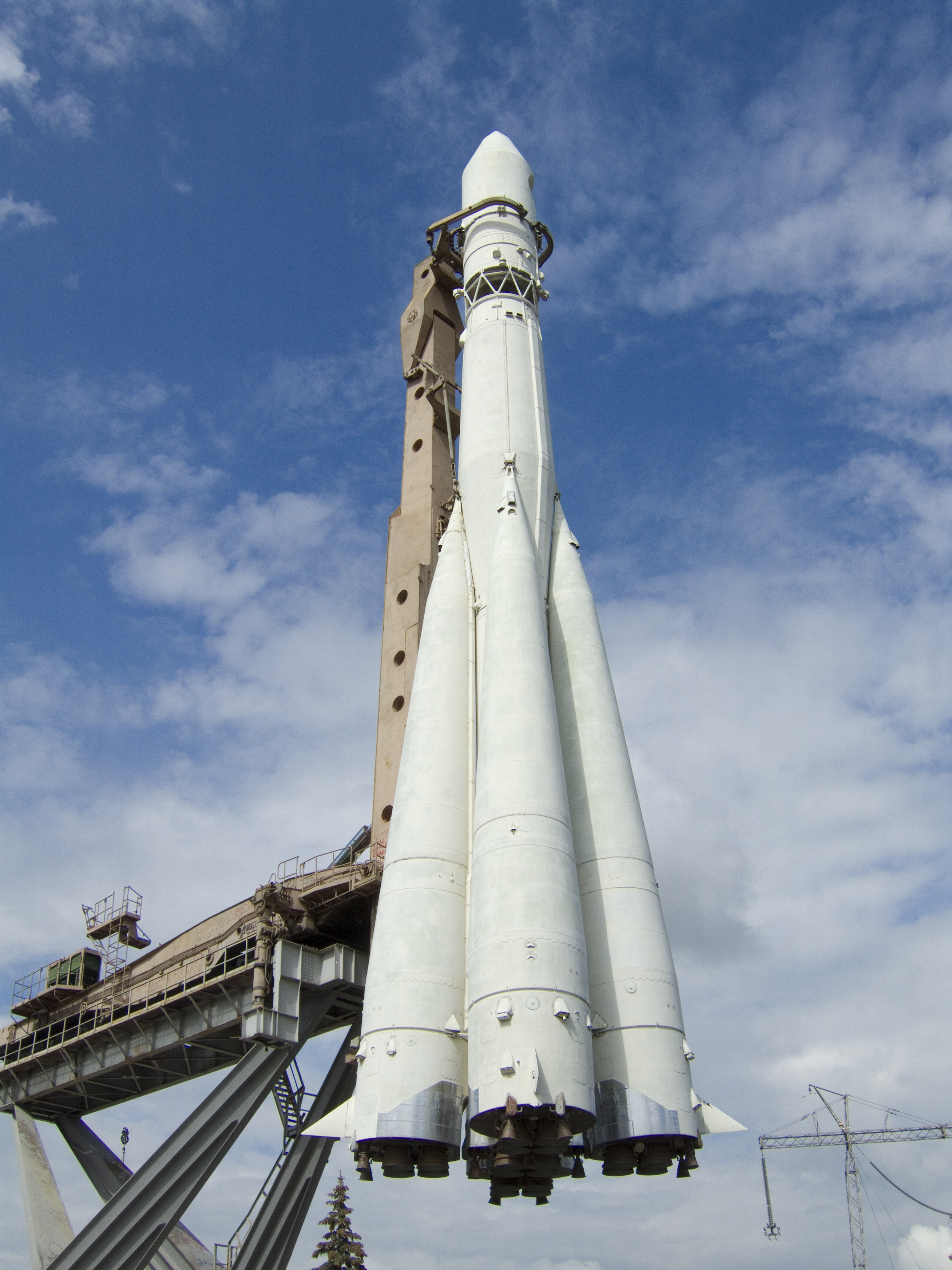
Kopie rakety Vostok umístěná na Výstavě úspěchů národního hospodářství v Moskvě.

Jurij Gagarin, za života symbol úspěchů sovětské kosmonautiky a zdroj hrdosti obyvatel Sovětského svazu, jím zůstal i po smrti. K uctění Gagarinovy památky vznikla muzea a památníky, bylo po něm pojmenováno město Gžatsk, školy, náměstí, bulváry, ulice a parky v řadě sovětských měst. Sovětská vláda, pro kterou představoval ideálního hrdinu, udržovala povědomí o Gagarinově prvenství. I po jeho smrti vycházely vzpomínkové knihy a filmy, Gagarinův portrét se objevoval na poštovních známkách. I jméno Jurij se stalo načas populární. Sláva prvního kosmonauta získala trvalý charakter. Protože zemřel ve čtyřiatřiceti letech, v paměti lidí zůstal jako věčně mladý hrdina, vždy přátelský, s typickým úsměvem. Obyčejný člověk, který se vypracoval ze zapadlé vesnice aby doletěl dále, než kdokoliv před ním.
| „                             | V dětství pro mě byli hrdinové Gagarin a ostatní kosmonauti. | “ |
| — Kosmonaut Fjodor Jurčichin. |                                                              |   |

V Sovětském svazu se stal lidovým hrdinou a, v kontrastu k jiným sovětským hrdinům, jeho popularita nezeslábla ani po rozpadu Svazu. V nynějším Rusku je populárnější než kterýkoliv jiný idol, v průzkumu roku 2010 porazil i Vladimira Vysockého. Respekt ke Gagarinovi trvá i mimo jeho vlast. Je po něm pojmenované letiště v angolském městě Namibe. Na prvního z kosmonautů nezapomínají ani zahraniční kolegové :
| „                                                            | Jurij Gagarin nás všechny pozval do vesmíru. | “ |
| — Zápis Neila Armstronga v pamětní knize Hvězdného městečka. |                                              |   |

Bezprostředně po Gagarinově smrti bylo po něm pojmenováno Středisko přípravy kosmonautů v Hvězdném městečku a Vojenská letecká akademie v Moninu. Také město Gžatsk poblíž Gagarinovy rodné vesnice nese od roku 1968 na jeho památku jméno Gagarin. Téhož roku bylo náměstí Kalužské stráže v Moskvě přejmenováno na Gagarinovo a o dvanáct let později byl zde vztyčen 46 m vysoký památník. V muzeum byl přeměněn Gagarinův rodný dům v Klušinu, domy, ve kterých žili Gagarinovi v Gžatsku i domy ve kterých bydlel během dvou let služby na severu. Památník byl postaven v Hvězdném městečku i na místě pádu jeho letadla. Po roce 1968 památníky a sochy připomínající Gagarina byly postaveny v řadě dalších měst v Rusku i mimo něj, v Ljubercích, Kolomně, Soči, Erfurtu… Jediná socha v českých zemích byla vztyčena roku 1975 v Karlových Varech. Roku 2012 byl v Houstonu odhalen první památník Jurije Gagarina ve Spojených státech amerických.

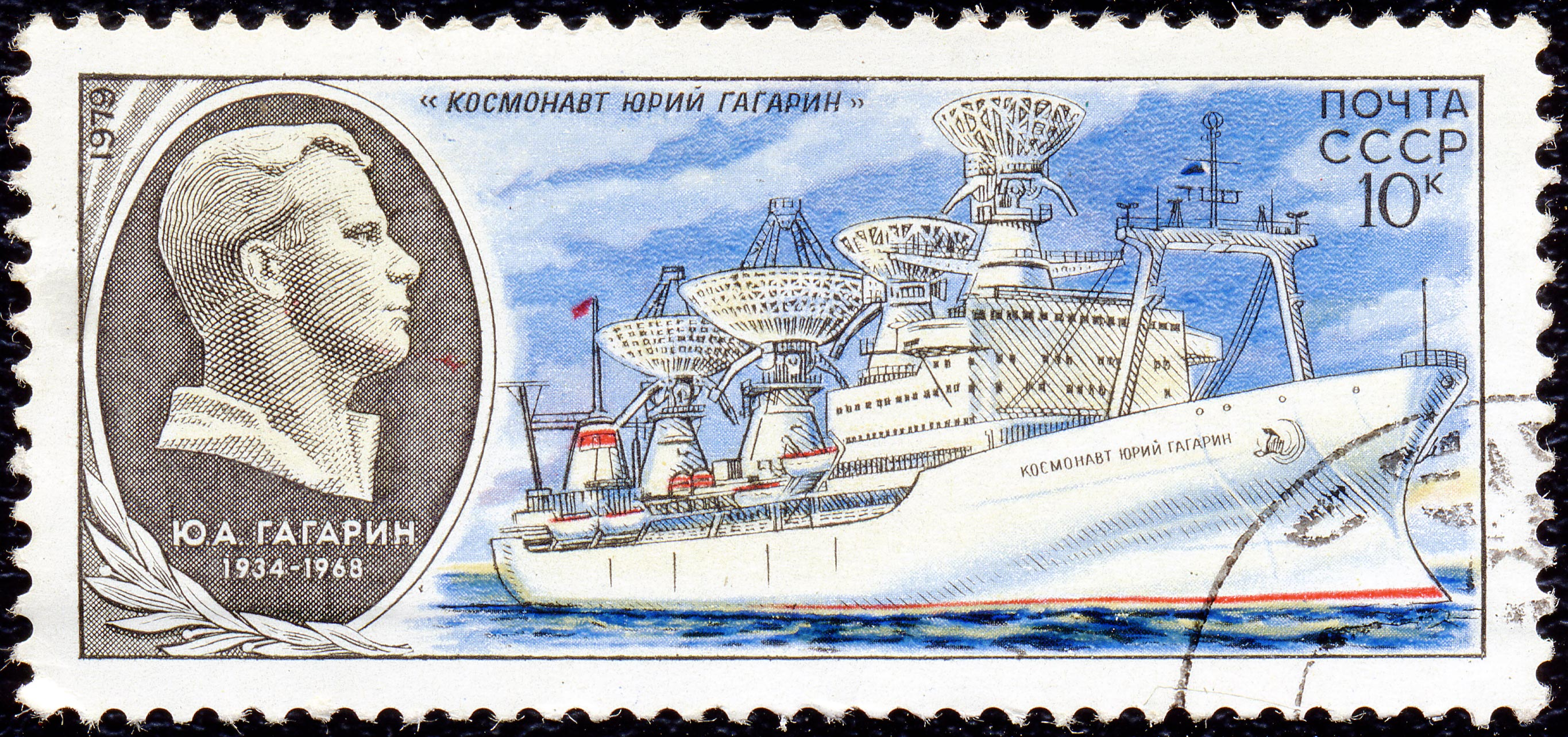
Jurij Gagarin a výzkumná loď „Kosmonavt Jurij Gagarin“ na známce z roku 1979

Gagarinovo jméno od roku 1969 nosí i saratovská škola, ve které studoval, a od roku 1977 letecký závod v Komsomolsku na Amuru – Komsomolskoamurské letecké výrobní sdružení J. A. Gagarina. Počínaje ročníkem 2008/09 vítěz Kontinentální hokejové ligy dostává Gagarinův pohár.
Jméno „Kosmonavt Jurij Gagarin“ nesla sovětská vědeckovýzkumná loď, určená především k udržování spojení s kosmickými loděmi a stanicemi. Je po něm pojmenována planetka č. (1772) Gagarin a kráter Gagarin na odvrácené straně Měsíce. A roku 2011 byla k 50. výročí Gagarinova letu kosmická loď Sojuz TMA-21 pojmenována „Jurij Gagarin“, stala se tak jediným Sojuzem s vlastním jménem.
Pravidelně se Gagarinův portrét objevuje na známkách. Nejen sovětská, ale i československá pošta dokázaly už 13. dubna 1961 vydat známky k prvnímu letu člověka do vesmíru. Stovky známek, pamětních razítek a obálek s gagarinovskými náměty se staly tématem několika knih.
Jurij Gagarin byl a je připomínán v řadě filmů, knih a písní. V Československu vznikla oslavná píseň už v den jeho letu. Píseň „Pozdrav astronautovi“, známější pod nepůvodním názvem „Dobrý den, majore Gagarine“, nazpíval brněnský dirigent a hudební skladatel Gustav Brom, narychlo ji k poctě prvního kosmonauta složili Jaromír Hnilička a Pavel Pácl. Píseň se stala po léta populární jak melodií, tak slovy.
Obzvláště silná vlna připomínání Gagarina přišla s padesátým výročím jeho letu roku 2011. V Rusku vláda připravovala oslavy od roku 2008. Roku 2011 proběhlo množství oficiálních akcí, slavnostní shromáždění politiků a představitelů ruské kosmonautiky a slavnostní koncert v Kremlu, zřízení Gagarinovy ceny, renovace a rozšíření muzeí, rozhovory a soutěže na školách, setkání a konference věnované Gagarinovi a kosmonautice. Vyšlo nové vydání vzpomínek jeho matky, biografie z pera Lva Danilkina, podrobný rozbor letu 108 minut, které změnily svět Antona Pervušina.
I v Česku došlo v dubnu 2011 k oživení zájmu o Gagarina. Kromě vlny článků v tisku, v dubnu 2011 proběhla „Noc Jurije Gagarina“. Uskutečnila se vzpomínková akce u Gagarinova pomníku na karlovarském letišti a Štefánikova hvězdárna v Praze připravila výstavu s replikou Vostoku 1.

## Numismatika

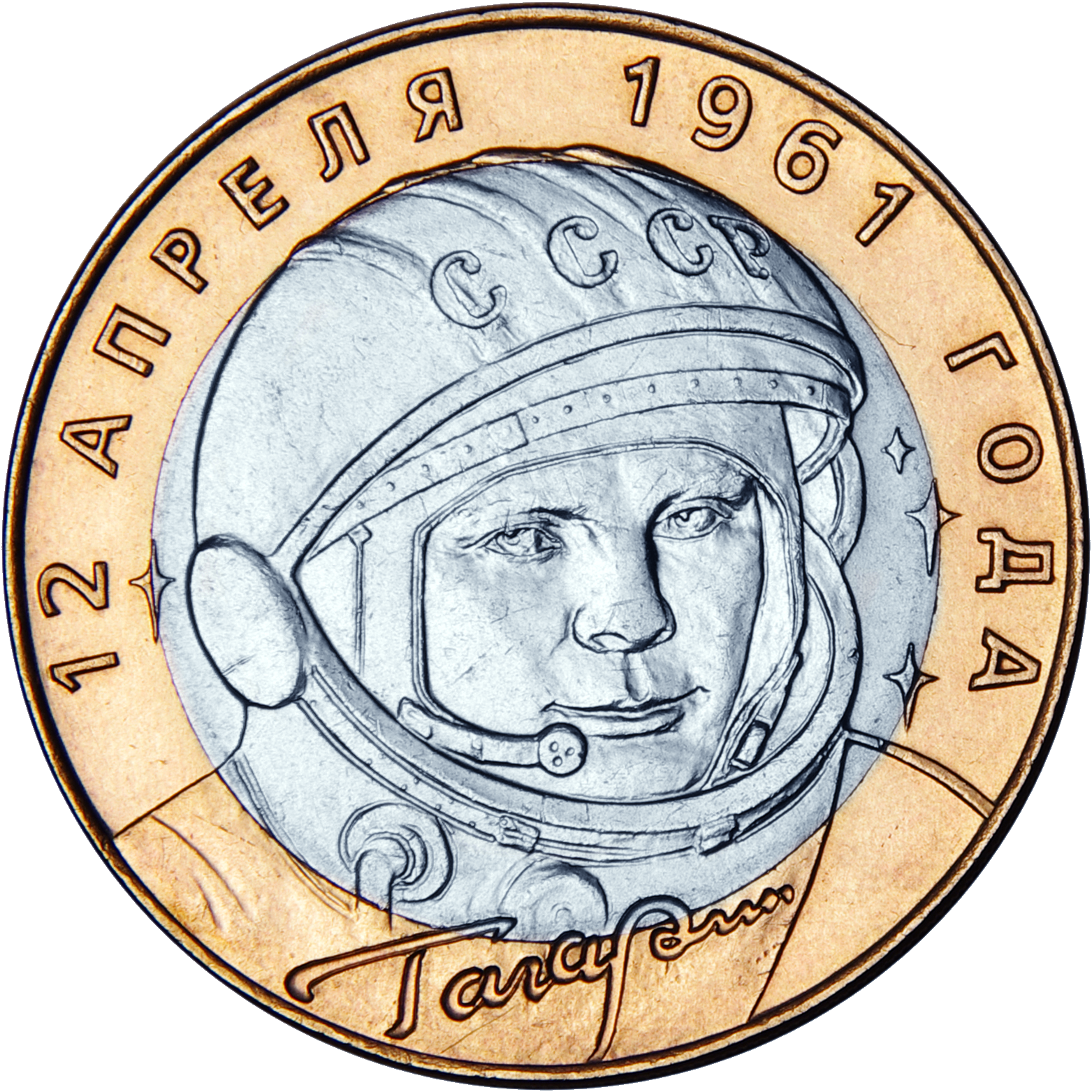
2001
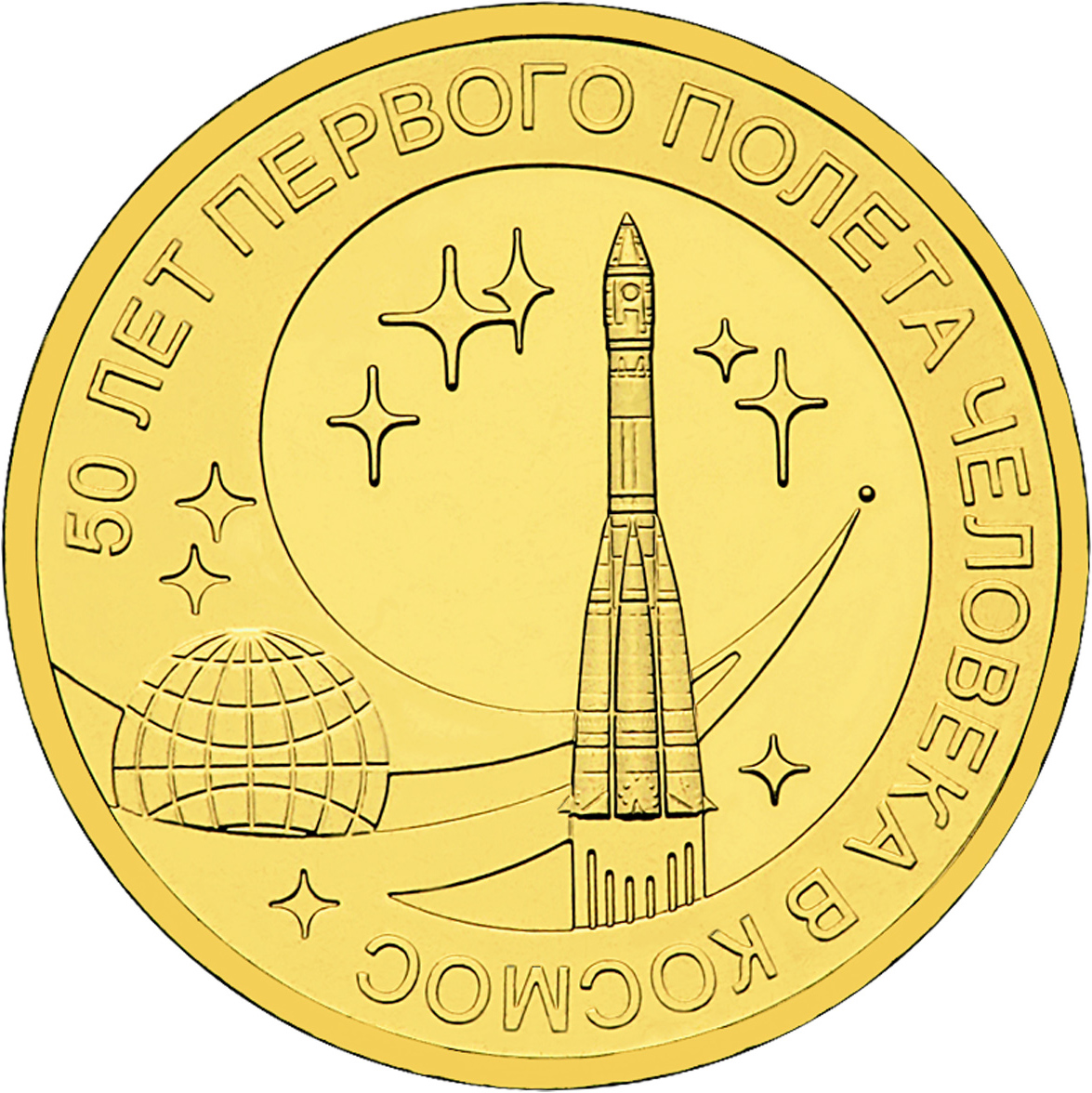
2011
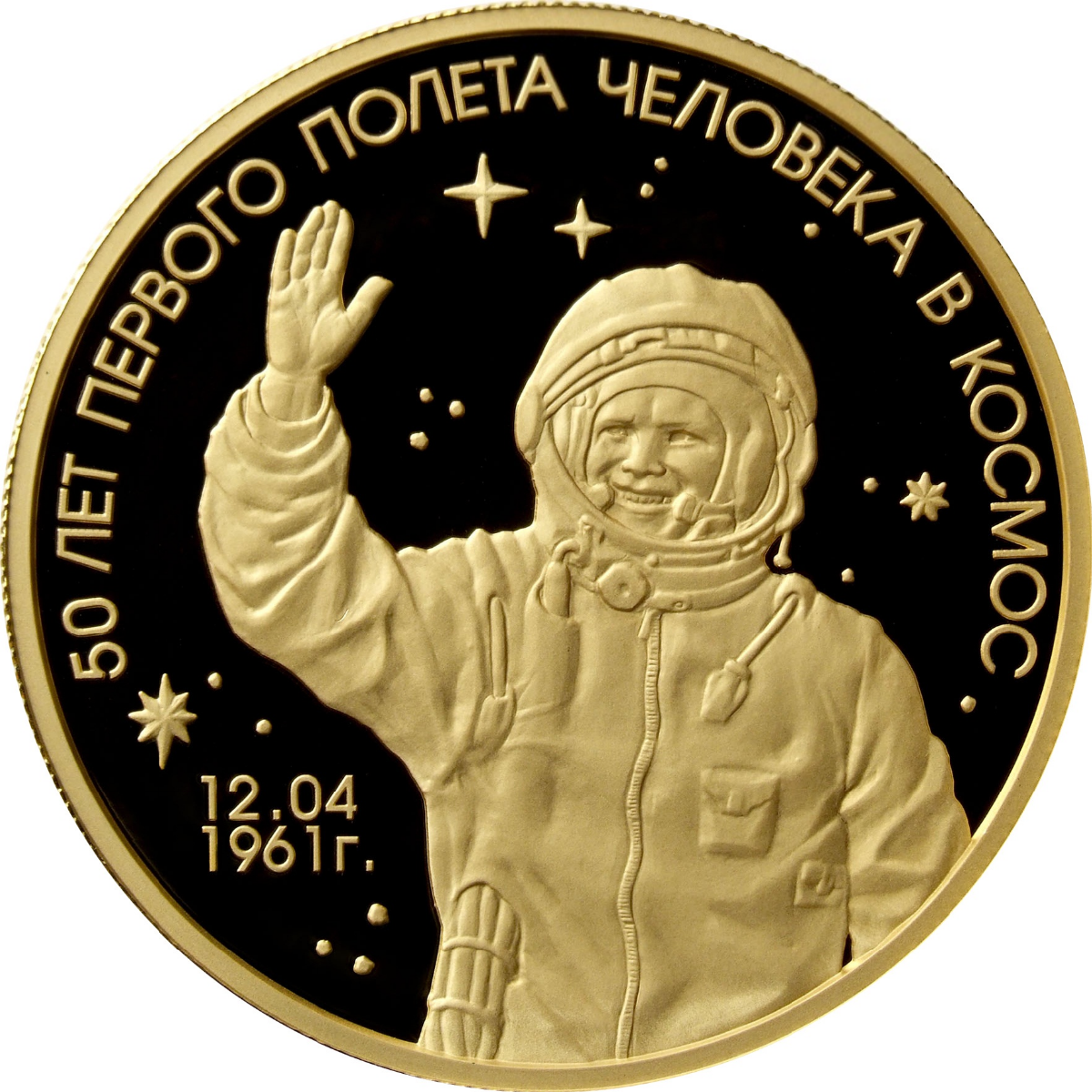
2011